# شینتوی حکومتی
شینتوی حکومتی (به ژاپنی: 国家神道 یا 國家神道, Kokka Shintō) استفاده ایدئولوژیک امپراتوری ژاپن از سنت‌های قومی ژاپنی شینتو بود. دولت ژاپن شدیداً شینتو را تشویق می‌کرد تا بر امپراتور به عنوان موجودی الهی تأکید کند، این تشویق از طریق کنترل امور مالی معابد و رژیم‌های آموزشی برای راهبان (کاننوشی‌ها) اعمال می‌شد.: 118 : 700 
ایدئولوژی دولتی شینتو در ابتدای دوره میجی، پس از تعریف آزادی مذهب در قانون اساسی میجی، به وجود آمد. علمای امپراتوری معتقد بودند که شینتو واقعیت تاریخی را منعکس می‌کند ریشه‌های الهی امپراتور بیش از یک اعتقاد مذهبی است. اگرچه تلاش‌های اوایل دوران میجی برای متحد کردن شینتو و دولت به شکست انجامید، این مفهوم غیر مذهبی از شینتو ایدئولوژیک در دیوان سالاری دولت گنجانیده شد. عبادتگاه‌ها به عنوان نهادهای میهنی، نه مذهبی، تعریف می‌شدند که اهداف دولتی مانند تکریم به مردگان جنگ را تأمین می‌کردند.
دولت همچنین زیارتگاه‌های محلی را در کارکردهای سیاسی ادغام کرد، و گاه مخالفت و کینه‌های محلی را برمی‌انگیخت. با کمتر کردن مکان عبادتگاه توسط دولت، تقریباً ۸۰٬۰۰۰ معبد بسته شده یا با معابد همسایه ادغام شدند. بسیاری از سازمان‌های معابد بدون بودجه مستقل شروع به پذیرفتن این دستورالعملهای دولتی کردند. تا سال ۱۹۴۰، کشیش‌های شینتو به دلیل انجام مراسم سنتی «مذهبی» شینتو، مورد آزار و اذیت قرار گرفتند. ژاپن امپریالیستی تمایزی بین شینتو ایدئولوژیک و شینتو سنتی قایل نبود.
فرماندهی عالی نیروهای متفقین اصطلاح «شینتوی حکومتی» را برای تمایز ایدئولوژی دولتی از شیوه‌های سنتی شینتو در بخشنامه ۱۹۴۵ شینتو را به عنوان یک آیین معرفی کردند، و استفاده‌های عقیدتی دیگر از شینتو توسط دولت را ممنوع کردند. بحث دربارهٔ استفاده از نمادهای شینتو در عملکردهای دولت همچنان ادامه دارد.
شینتوی حکومتی کیش ملی ژاپن بود که دولت به منظور کاشت تخمت اطاعت و وفاداری نسبت به امپراتور از آن حمایت می‌کرد. از جمله اجزای ترکیبی با شینتوی حکومتی تنوئیزم (امپراتورگرایی)، شینتوی خاندان امپراتوری، شینتوی خانوادگی و بالاخره شینتوی زیارتگاهی بود. دولت از طریق اقدامات رسمی، کمک مالی، آموزش در مدارس دولتی و بالاخره تبلیغات از این شاخه‌های دین شینتویی حمایت می‌کرد.